# آدم بيترسون (لاعب كرة قاعدة أمريكي)
آدم بيترسون (بالإنجليزية: Adam Peterson)‏ هو لاعب كرة قاعدة أمريكي، ولد في 11 ديسمبر 1965 في لونغ بيتش في الولايات المتحدة.

## وصلات خارجية
- آدم بيترسون (لاعب كرة قاعدة أمريكي) على موقعبيزبول رفرنس.كوم (الدوري الرئيسي) (الإنجليزية)
- آدم بيترسون (لاعب كرة قاعدة أمريكي) على موقع مشجعي الرسوم البيانية (الإنجليزية)